# Tänk på honom som var frestad
Tänk på honom som var frestad är en psalm med text skriven 1814 av Johan Olof Wallin och redigerad 1980 av Anders Frostenson. Musiken är skriven 1649 av Johann Crüger.

## Publicerad i
- Den svenska psalmboken 1819 som nr 294 under rubriken "Hjärtats renhet" (sju verser med begynnelseorden Ho är den för Herren träder).
- Den svenska psalmboken 1937 som nr 349 under rubriken "Trons vaksamhet och kamp" (fem verser med begynnelseorden Ho är den för Herren träder).
- Den svenska psalmboken 1986 som nr 569 under rubriken "Vaksamhet – kamp – prövning" (tre verser).